# Plakiás
Plakiás (em grego: Πλακιάς) é uma aldeia na costa sul de Creta, Grécia, na unidade regional de Retimno e na unidade municipal de Foinicas. Em 2011 tinha 325 habitantes. Situa-se à beira do mar da Líbia, 35 km a sul de Retimno e 29 km a leste de Frangocastelo (distâncias por estrada).
A localidade está encravada entre a praia, a sul, e montanhas a norte. O nome significa "plano", pois ocupa y«uma planície aluvial formada por depósitos arrastados ao longo da garganta de Kotsifou, situada a norte. Esse material formou uma longa praia de areia fina de tons dourados, com 1 300 de extensão e declive suave, o que a torna segura e adequada para nadar e, por consequência, para férias em família.[carece de fontes?]
Até há duas ou três décadas Plakiás pouco mais era do que um cais com umas poucas casas, tendo desde então crescido para se tornar uma pequena estância turística. A primeira menção oficial data de 1961, quando é mencionada num censo como local de habitação permanente de seis pescadores. No entanto, a história de locais próximos, como Myrthios e Sellia, remontam ao século X, quando o imperador bizantino Nicéforo II Focas, que reconquistou Creta aos muçulmanos extinguindo o Emirado de Creta em 961, mandou construir estradas e pontes para ligar aquelas aldeias. Há também restos de fortificações, na forma de fragmentos de muralha, num cume a nordeste do centro de Plakiás. Por ser uma área com abundância de terrenos adequados para agricultura, supõe-se que pode ter sido habitada desde os tempos minoicos.[carece de fontes?] É possível que Plakiás ocupe o local da antiga cidade de Lamon (Λάμων) ou Phoinikas Lampaion (Φοίνικας Λαμπαίων).